# At Bertram's Hotel
At Bertram's Hotel (A Mulher Diabólica ou O Caso do Hotel Bertram, no Brasil / Mistério em Hotel de Luxo (1973) ou Crime No Hotel Bertram (2010), em Portugal) é um romance policial de Agatha Christie, publicado em 1965. Conta com a participação da detetive amadora Miss Marple.

## Enredo
Jane Marple ficou muito feliz ao receber de presente de sua querida "sobrinha" Joan West uma estada no magnífico Hotel Bertram. Ela já havia se hospedado lá muitos anos antes, e logo percebeu que nada mudara.
Era incrível encontrar pessoas que pareciam "as mesmas pessoas de sempre", e era também divertido ver como a sua amiga Selina tantas vezes se confundia ao identificar um conhecido que depois se revelava uma outra pessoa.
Na hora do chá, Miss Marple aproveitava para observar as pessoas presentes e os acontecimentos. Era impossível não notar a extravagante Lady Bess Sedgwick ou se interessar pela sua história: ela havia se casado diversas vezes e, com um dos primeiros maridos, teve uma filha, Elvira Blake. Quando se separou do pai da menina, deixou-a para ser educada pela família dele, pois preferia ser livre para poder viver a vida agitada com a qual se acostumara. Prestes a atingir a maioridade e herdar uma grande soma do pai, a garota vem hospedar-se justamente no Hotel Bertram.
Quando alguém tenta assassinar Elvira, o tiro atinge o porteiro do hotel que tentava protegê-la. Miss Marple, tendo observado toda a situação desde o início pode ajudar o inspetor da Scotland Yard, Fred Davy, a investigar este atentado. Por fim, ela descobrirá muitos mistérios que se escondem por trás do belo e tradicional Hotel Bertram.